# Réserve gérée d'Ajameti
La réserve gérée d'Ajameti (en géorgien: აჯამეთის აღკვეთილი) est une zone protégée de la municipalité de Baghdati, dans la région de la municipalité de Zestafoni en Géorgie. Elle abrite les célèbres chênes d'Ajameti ainsi que d'autres espèces de flore locale. Certains arbres ont entre 120 et 200 ans. La réserve protège également la faune locale.

## Géographie
La réserve gérée d'Ajameti est située à 15 kilomètres de Koutaïssi. Elle a été fondée pour la première fois en 1935. La réserve possède deux zones protégées: Azameti Mukhnari (3742 hectares), dans la zone gauche de la rivière Rioni entre Kvirila et Khanistskali, et le massif de Vartsikhe (1106 hectares), sur le côté gauche de la rivière Khanistskali.

## Flore
4723 hectares de la zone sont couverts par les forêts de chênes, 93 hectares par des forêts de charmes et 23 hectares par des charmes orientaux (Carpinus orientalis). La zone boisée de Vartsikhe est incluse dans la réserve gérée d'Ajameti, et a été créée pour la première fois en 1946 afin de préserver des vestiges rares de l'ère tertiaire : le chêne imérétien (Quercus robur subsp) et les ormes du Caucase (Zelkova carpinifolia).
On dénombre une variété de 60 espèces de plantes ligneuses. Les sous-bois sont recouverts de rhododendron, de néflier, de rosa rubiginosa et d'aubépine commune (Crataegus monogyna).
Certaines espèces figurent sur la Liste rouge de Géorgie: le chêne imérétien (Quercus robur subsp. Imeretina), le Zelkova ou orme du Caucase (Zelcova carpinifolia), le lierre de Pastukhov (Hedera pastuchovii (en)), le noisetier géorgien (Corylus colchica (en)), l'orme de montagne, le Pterocarya, ainsi que d'autres.

## Faune
De nombreux mammifères sont présents dans la réserve d'État d'Ajameti, comme les renards, les martres des pins (Martes martes), les blaireaux, les lapins, les écureuils et les loirs.
Parmi plus de 60 espèces d'oiseaux observées dans la réserve, seules 21 nichent dans la forêt de chênes. Tous les autres oiseaux sont des oiseaux migrateurs ou possèdent leurs aires d'hivernage dans la réserve.
Les amphibiens sont représentés par une espèce de triton, des grenouilles rieuses, des grenouilles rousses et des grenouilles vertes. Les reptiles sont représentés par la couleuvre à collier (Natrix natrix) et la couleuvre tessellée (Natrix tessellata).
On trouve également des espèces rares et menacées inscrites sur la Liste rouge de Géorgie : la chauve-souris noctule, l'écureuil du Caucase, le loir, le lérotin commun et la loutre du Caucase (Lutra lutra meridionalis).
Il existe également des espèces endémiques dans les aires protégées: le hérisson d'Europe orientale (Erinaceus concolor), la taupe du Caucase (Talpa caucasica), la musaraigne de Gueldenstaedt (Crocidura gueldenstaedtii), la rhinolophe de Mehely (Rhinolophus mehelyi), la minioptère de Schreibers (Miniopterus schreibersii), le lièvre d'Europe (Lepus europaeus), l'écureuil roux (Sciurus vulgaris) et autres.